# Tamburello
Tamburello ist ein Mannschaftssport, der sich am ehesten mit Tennis vergleichen lässt.
Der Name der Sportart leitet sich aus dem Italienischen von dem verwendeten Sportgerät ab, das an ein Tamburin erinnert.

## Geschichte
Tamburello (ital. „kleine Trommel“) ist ein sehr alter Sport, bereits im antiken Rom wurde eine Version dieser Sportart gespielt. In Italien wird das Spiel seit dem 17. Jahrhundert gespielt. Das Spiel entwickelte sich in Italien weiter und breitete sich von dort auf die ganze Welt aus. 1896 wurde erstmals eine italienische Meisterschaft ausgetragen, 1920 wurde ein erstes Regelwerk niedergeschrieben. Im Ursprungsland Italien wird es hauptsächlich in den ländlichen Regionen Norditaliens und vereinzelt in Mittel- und Süditalien gespielt. Zudem gibt es Vereine in Frankreich, Spanien, Ungarn, England und seit 1998 auch in Deutschland. Vereine finden sich mittlerweile auch weltweit (z. B. in Schweden, Portugal, Russland Japan, Brasilien). 2010 wurde der Deutsche Tamburello Sportverband gegründet, dem 12 Mitgliedsvereine (Stand 2018) angehören.

## Regeln

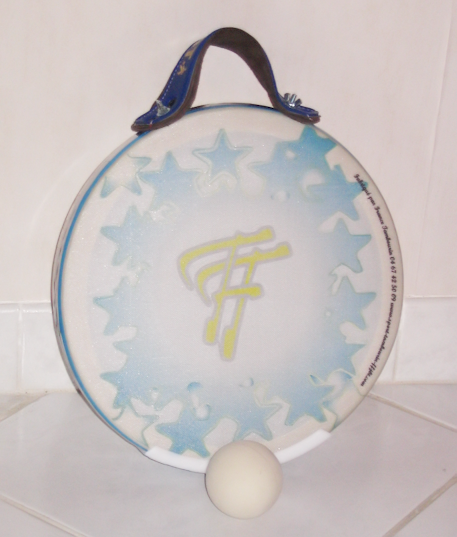
Tamburelloschläger und Ball (Open)

Das Spielfeld ist rechteckig, 80 Meter lang und 20 Meter breit und wird durch Linien begrenzt. Es wird in der Mitte durch eine weitere Linie geteilt. Im Abstand von ca. 35 Meter von der Mittellinie ist auf jeder Seite des Spielfelds eine Aufschlaglinie. Es spielen stets zwei Mannschaften, jede hält sich in einer der beiden Hälften des Spielfelds auf und besteht in der Regel aus fünf Spielern. Jeder Spieler hat als „Schläger“ eine Art Tamburin. Der Spielball ist 88 Gramm schwer, besteht aus Gummi und hat einen Durchmesser von sechs Zentimetern. Jeder Ballwechsel beginnt mit dem Aufschlag einer Mannschaft von der Aufschlagslinie. Der Ball muss ins gegnerische Spielfeld gespielt werden und darf dort höchstens einmal auf dem Boden aufkommen, bevor er zurückgespielt wird. Ein Zuspielen innerhalb der Mannschaft ist nicht erlaubt. Kommt ein Ball mehr als einmal auf oder wird er nicht ins gegnerische Feld zurückgespielt, bekommt die gegnerische Mannschaft einen Punkt. Die Zählweise ähnelt der beim Tennis ohne Einstand/Vorteil. Sieger einer Begegnung Mannschaft, die zuerst 13 Spiele gewonnen und mindestens zwei Spiele Vorsprung hat.

## Spielvarianten
Neben dem klassischen Tamburello (Open) gibt es drei weitere Spielvarianten.
Am Open orientiert sich die Indoor-Variante. Dort stehen sich jeweils drei Spieler pro Team auf einem 34 × 16 Meter großen Feld gegenüber. Die Spiel- und Zählweise gleich der klassischen Variante. Der Spielball ist hier jedoch ein druckloser Tennisball.
Beim Beach stehen sich Einzelspieler oder zwei Doppel gegenüber. Das Spielfeld ist etwas größer als ein Beachvolleyballfeld und die Spielhälften werden durch ein Netz getrennt. Die Zählweise entspricht der beim Volleyball, jeder gewonnene Ball ergibt einen Punkt und die Sätze werden auf zwölf Gewinnpunkte gespielt. Beach wird in der Regel auf Sand gespielt.
Tambourelli ist eine Variante, welche in Schottland entwickelt und dort weit verbreitet ist. Hier wird mit Federball auf einem etwas kleinerem Badmintonfeld gespielt. Die Spielhälften sind ebenfalls durch ein Netz getrennt. Es wird im Einzel, Doppel oder gemischten Doppel gespielt. Die Punkteverteilung gleicht der von Badminton. Der Schläger unterscheidet sich zu den anderen Varianten durch seine geringere Größe und das Gewicht. Tambourelli erfreut sich in Deutschland insbesondere im Jugendsport wachsender Beliebtheit.